# Nigel Bowen

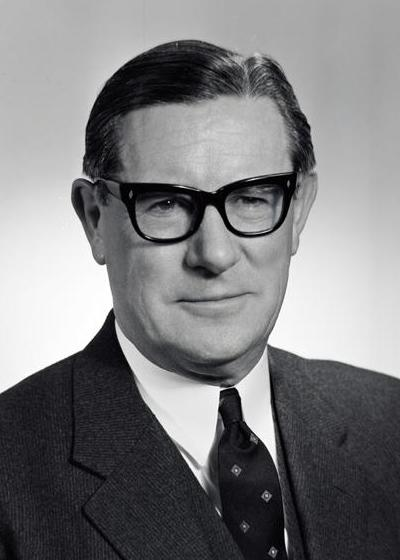
Nigel Bowen (1968)

Sir Nigel Hubert Bowen, AC (* 26. Mai 1911 in Summerland, Kanada; † 27. September 1994 in Sydney, New South Wales) war ein australischer Politiker und unter anderem Außenminister des Landes.

## Leben
Bowen wurde in British Columbia geboren. Seine Eltern stammten aus England und Wales. Als Junge kam er nach Australien und besuchte zwei Jahre in England die Schule. Später ging er auf The King's School in Parramatta. Am St. Paul's College in Sydney und an der University of Sydney studierte er Jura. Anschließend arbeitete er als Solicitor. Er wurde als Barrister in New South Wales im Jahr 1936 angestellt und später in Victoria. Während des Zweiten Weltkriegs meldete er sich 1941 freiwillig zur Armee, schloss sich im Jahr 1942 der 2nd Australian Imperial Force an und war zwei Jahre im Pazifikkrieg.
Nach dem Krieg setzte Bowen seine juristische Karriere fort und teilte sich eine Kanzlei mit Gough Whitlam, John Robert Kerr und später Bob Ellicott. Er ließ sich 1953 in New South Wales und 1954 in Victoria nieder. Er war Präsident der Anwaltsvereinigung von New South Wales in den Jahren 1959 bis 1961 und war Vizepräsident der Anwaltsvereinigung Australiens von 1957 bis 1960. Von 1946 bis 1961 war er zudem Herausgeber des Australian Law Journal.
Bowen wurde als Kandidat für die Liberal Party of Australia im Wahlbezirk Parramatta bei einer Nachwahl 1964 gewählt, nachdem Sir Garfield Barwick seinen Posten aufgab um Chief Justice des High Court of Australia zu werden. Im Dezember 1966 wurde Bowen zum Attorney-General of Australia in der zweiten Amtszeit von Holt berufen und High Court of Australia. Bowen schloss sich dem Commonwealth Administrative Review Committee an, welches im Jahr 1971 entstand und für die Entstehung des Administrative Appeals Tribunal sorgte. Bowen verabschiedete auch den Privy Council Act 1968.
Im November 1969 wurde Bowen Bildungs- und Forschungsminister in der zweiten Regierung von Gorton. Während der Amtszeit von McMahon war er Attorney-General von März bis August 1971 und dann Außenminister bis zur Niederlage bei den Bundeswahlen 1972 und der neuen Regierung von Whitlam. Nach dieser Wahl verlor er außerdem das Vertrauen seiner Parteimitglieder die Liberal Party im Parlament als Vorsitzender zu vertreten durch eine einzige Stimme an Billy Snedden.
1973 wurde Bowen als Chief Judge im Supreme Court of New South Wales bestimmt. Anschließend wurde er 1976 erster Chief Judge (später Chief Justice) des Federal Court of Australia. Dieses Amt bekleidete er bis zu seinem Rücktritt 1990.

## Ehrungen
Bowen wurde Knight Commander of the Order of the British Empire im Jahre 1976 und ein Companion of the Order of Australia 1988.